# Aleksandăr Emilov Aleksandrov
Aleksandăr Emilov Aleksandrov (in bulgaro Александър Емилов Александров?; Sofia, 30 luglio 1986) è un ex calciatore bulgaro, di ruolo difensore.

## Carriera
Ha giocato nella massima serie bulgara.

## Palmarès

### Club

#### Competizioni nazionali
- Coppa di Bulgaria: 1

Slavia Sofia: 2017-2018